# Synsepalum zenkeri
Synsepalum zenkeri là một loài thực vật có hoa trong họ Hồng xiêm. Loài này được Aubrév. & Pellegr. miêu tả khoa học đầu tiên năm 1961.